# (30786) Karkoschka
(30786) Karkoschka est un astéroïde de la ceinture principale aréocroiseur.

## Description
(30786) Karkoschka est un astéroïde aréocroiseur. Il présente une orbite caractérisée par un demi-grand axe de 2,64 UA, une excentricité de 0,44 et une inclinaison de 8,3° par rapport à l'écliptique.

## Compléments